# 阿育陀耶日本人町

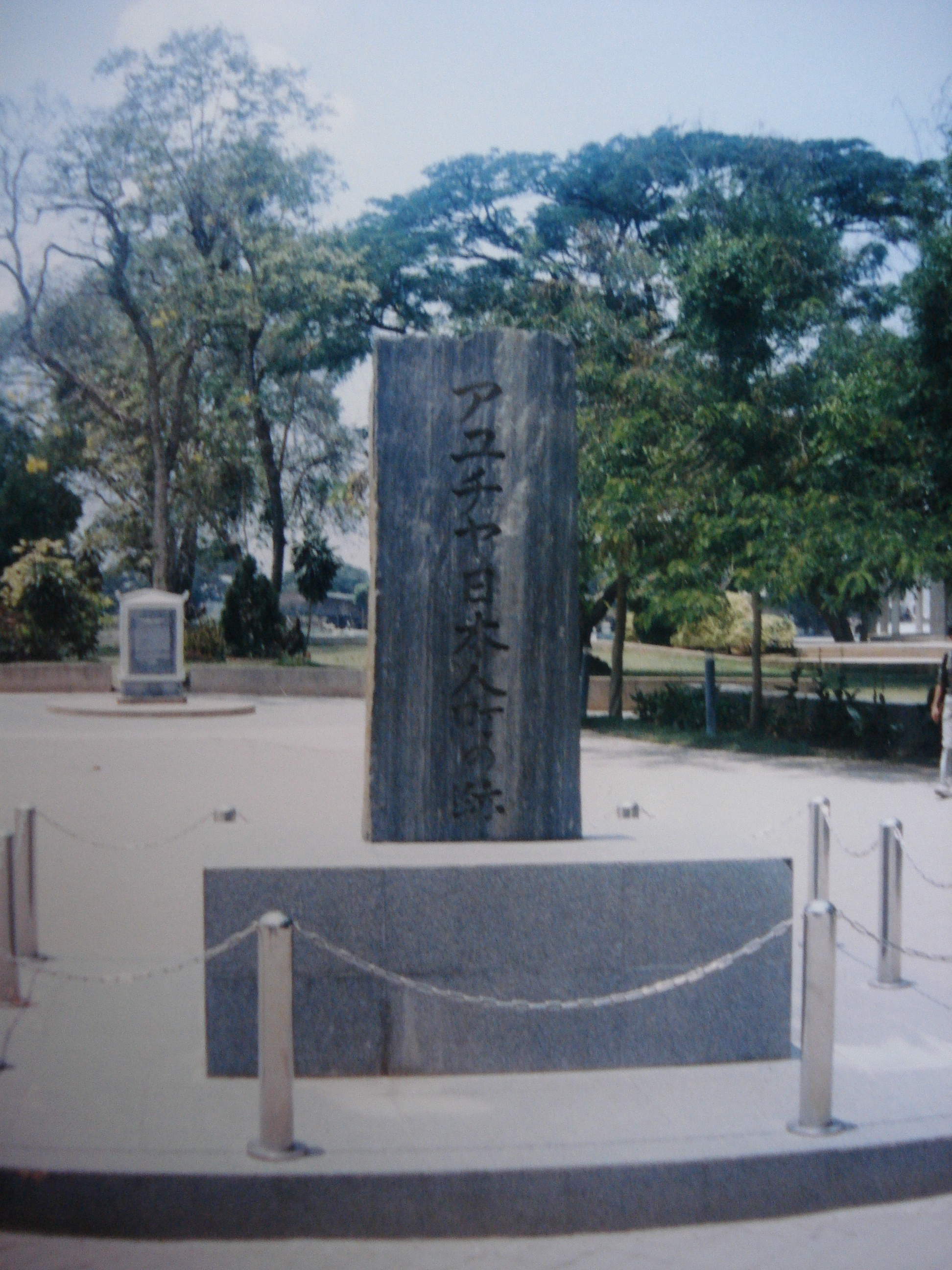
位於阿瑜陀耶府的日本人村之紀念碑

阿育陀耶日本人町（日语： Ayutaya Nihonjin-machi；泰文：หมู่บ้านญี่ปุ่น）位於泰國中部的阿瑜陀耶府挽巴茵縣，是昭披耶河畔閣雲區（Tambon Ko Rian）的一個名勝古蹟。

## 历史
它是從14世紀中葉開始，至18世紀的一個日本人聚居地。從15世紀後期直到16世紀初的暹羅大城皇朝處處充滿商機，尤其以沿昭披耶河的西岸之南部為核心，在此570公尺 x 230公尺的南北寬長地域裡，在高峰期曾經有1,000至1,500位日本人聚居。根據16世紀 日本出版的《暹羅國風土軍記》的文章記載甚至估計有8,000名居民，他們的身份大多為僱傭兵、商人、基督教徒，以及他們的隨員及家人等。

### 軍事需要

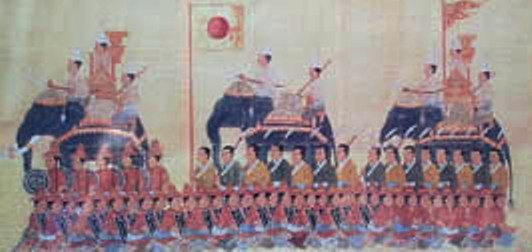
山田長政的軍隊

阿瑜陀耶府的日本人村在14世紀開始形成，原因在日本戰國時代，許多武士因戰亂失去主人而變成浪人。在關原之戰及大坂之役後，此現象更迅速擴大。而暹羅的大城皇朝正受緬甸軍事威脅，正好聘用此批經驗豐富的日本浪人作僱傭兵，導致大批日本的浪人流入阿瑜陀耶府。暹羅的頌曇君主統治時代，亦有聘用葡萄牙人的炮火隊作僱傭兵，因此需要以日本僱傭兵作為剋制，帶動更多的日本浪人湧入。
暹羅的《三印法典》（กฎหมายตราสามดวง）列出：「日本人義勇兵局」（กรมอาสาญี่ปุ่น）為暹羅的官位制度裡的第三高位，山田長政被封名為「奥亚社那披穆」（ออกญาเสนาภิมุข）的爵位。

## 商業發展
有別於日本的朱印船，暹羅進口大量的日本制造的劍作武器，現時還能夠在曼谷的大皇宮裡看到、陶瓷、高達20萬張皮革（主要是鹿及鯊魚）及白銀。大量的商機，以致於在1620年對日本的貿易額,已高於其它國家的總和。

## 基督宗教
此外，阿瑜陀耶王國對管制宗教的法例寬鬆，吸引許多基督徒逃離了幕府。在1627年的調查已有400位神父的記錄。

## 衰落
1629年，阿瑜陀耶王國的巴沙·通君主繼位，為了牽制日本人的勢力，由暹羅皇室重新掌管当地貿易。此外，暹羅南部的洛坤府直轄縣更發起反對山田長政的事件。在1630年，日本人村更發生暴動，居民被屠殺。因此日本僱傭兵在大城皇朝的政治及軍事影響盡失。與此同時，在1632年，日本人村火災后約有400人再次聚集來重建。雖然日本人已失去政治及軍事力量，但由于從事商業貿易，因此做了很多暹羅南部也拉府所生產的錫之生意。在18世紀的初期還存在日本人村，其後則已逐步融入暹羅社會，終於被自然同化。

## 開放
- 早上8時至晚上6時；門票：20銖。
- 紀念碑：「アユタヤ日本人町の跡」（大城日本人村遺蹟）
- 博物館展示：模型、陶瓷、文物及山田長政先生的立像。

## 外部連結
- 日本人村的影像 （页面存档备份，存于）

## 参見
- 「角川書店同朋舍」在1993年3月出版的日文書籍：『東南アジアを知るシリーズ（關於東南亞系列）』之《タイの事典（泰國百科全書）》，由石井米雄及吉川利治先生聯合編寫，第257至258頁，國際書號：ISBN 978-48104-085-39